# Warriors de l'Utah
Ne doit pas être confondu avec Utah Warriors Rugby Union Football Club.
Maillots
Actualités
Les Warriors de l'Utah (officiellement en anglais : Utah Warriors) est un club américain de rugby à XV basé à Salt Lake City. Créé en 2017, il évolue en Major League Rugby.

## Historique
Alors que le projet de la Major League Rugby est dévoilé en février 2017, le territoire de l'Utah fait partie des neuf membres initialement désignés. Le club des Utah Warriors est finalement créé dans l'année. Il fait ainsi partie des sept équipes participant à l'édition inaugurale.
Le club élit domicile au Zions Bank Stadium.
En cours de saison 2023, le club signe un partenariat avec le Stade toulousain nommé « The Rugby Alliance ». Des échanges économiques et sportifs sont prévus, à commencer par un stage de préparation des Toulousains dans l'Utah dès l'été 2023.

## Joueurs emblématiques

### Joueurs internationaux à XV
- Hagen Schulte (en)
- Josh Reeves
- Robbie Povey (en)
- Veremalua Vugakoto
- Cliven Loubser
- Dwayne Polataivao
- Fetu'u Vainikolo
- John Cullen
- Olive Kilifi
- Matt Jensen (en)
- Angus MacLellan (en)
- Gannon Moore (en)
- Huluholo Moungaloa (en)
- Paul Mullen
- Mike Te'o
- Calvin Whiting (en)
- Josh Whippy (en)

### Autres joueurs
- Vatemo Ravouvou

## Bilan par saison
| Saison | Classement | Conférence | Pts | MJ | V  | N | D  | PM  | PE  | Diff  | B  | Phase finale                                    |
| ------ | ---------- | ---------- | --- | -- | -- | - | -- | --- | --- | ----- | -- | ----------------------------------------------- |
| 2018   | 4e         | -          | 22  | 8  | 3  | 0 | 5  | 269 | 274 | - 5   | 10 | Demi-finale contre Glendale (21-34)             |
| 2019   | 8e         | -          | 21  | 16 | 2  | 2 | 12 | 381 | 517 | - 136 | 9  | non qualifié                                    |
| 2020   | 2e         | Ouest      | 12  | 5  | 2  | 1 | 2  | 125 | 134 | - 9   | 2  | saison annulée                                  |
| 2021   | 2e         | Ouest      | 57  | 16 | 10 | 0 | 6  | 506 | 464 | + 42  | 17 | Finale de conférence contre Los Angeles (13-17) |
| 2022   | 6e         | Ouest      | 33  | 16 | 5  | 0 | 11 | 424 | 395 | + 29  | 6  | non qualifié                                    |
| 2023   | 4e         | Ouest      | 50  | 16 | 10 | 0 | 6  | 445 | 421 | + 24  | 10 | non qualifié                                    |
| 2024   | 5e         | Ouest      | 35  | 16 | 5  | 0 | 11 | 424 | 471 | - 47  |    | non qualifié                                    |

## Joueurs et personnalités du club

### Effectif 2025
| Poste            | Nom                | Naissance  | Nationalité      | International | Dernier club                         | Arrivée au club en |
| ---------------- | ------------------ | ---------- | ---------------- | ------------- | ------------------------------------ | ------------------ |
| Pilier           | Fred Apulu         | 08/05/1996 | Samoa            | -             | Hounds de Chicago                    | 2025               |
|                  | Tonga Kofe         | 02/02/1996 | États-Unis       | -             | Formé au club                        | 2025               |
|                  | Remsy Lemisio      | 20/01/2002 | Nouvelle-Zélande | -             | Northland                            | 2025               |
|                  | Angus MacLellan    | 24/08/1992 | États-Unis       | 5 (0)         | Aviators de l'Ohio                   | 2018               |
|                  | Tesimale Niupulusu | 18/07/2000 | États-Unis       | -             | Salt Lake City Gladiators            | 2025               |
|                  | Emerson Prior      | 04/06/1998 | Canada           | -             | Ontario Blues                        | 2022               |
|                  | Aki Seiuli         | 22/12/1992 | Samoa            | 3 (0)         | Dragons RFC                          | 2025               |
| Talonneur        | Phil Bradford      | 15/04/1997 | Australie        | -             | Hunter Wildfires                     | 2024               |
|                  | Liam Coltman       | 12/05/1990 | Nouvelle-Zélande | 8 (0)         | Otago                                | 2025               |
|                  | Veremalua Vugakoto | 29/12/1997 | Fidji            | 10 (5)        | Fijian Latui                         | 2020               |
|                  | Tyler Wong         | 03/08/1996 | Canada           | -             | Arrows de Toronto                    | 2024               |
| Deuxième ligne   | Matt Jensen        | 21/04/1992 | États-Unis       | 7 (10)        | Formé au club                        | 2018               |
|                  | Frank Lochore      | 07/06/2001 | Nouvelle-Zélande | -             | Hawke's Bay                          | 2025               |
|                  | Gavin Thornbury    | 19/10/1993 | Irlande          | -             | Northampton Saints                   | 2025               |
|                  | Saia Uhila         | 02/02/1987 | États-Unis       | 1 (0)         | East Palo Alto Bulldogs              | 2017               |
| Troisième ligne  | Ben Keith          | 29/04/1993 | Canada           | -             | Seawolves de Seattle                 | 2024               |
|                  | Tamaru McGahan     | 08/12/1999 | Nouvelle-Zélande | -             | North Harbour                        | 2025               |
|                  | Kalisi Moli        | 06/06/1997 | États-Unis       | -             | Formé au club                        | 2024               |
|                  | Dylan Nel          | 27/11/1992 | Afrique du Sud   | -             | Southland                            | 2025               |
|                  | Jeremiah Noaese    | 04/01/2002 | États-Unis       | -             | Formé au club                        | 2023               |
|                  | Bailey Wilson      | 28/12/1999 | États-Unis       | 1 (0)         | Formé au club                        | 2020               |
| Demi de mêlée    | Logan Crowley      | 04/03/1996 | Nouvelle-Zélande | -             | Taranaki                             | 2025               |
|                  | Zion Going         | 20/04/2001 | Nouvelle-Zélande | -             | Tuggeranong Vikings                  | 2022               |
|                  | Sam Reimer         | 08/10/2002 | Canada           | -             | Arrows de Toronto                    | 2024               |
| Demi d'ouverture | Joel Hodgson       | 01/08/1992 | Angleterre       | -             | Glasgow Warriors                     | 2022               |
|                  | D'Angelo Leuila    | 19/01/1997 | Samoa            | 23 (52)       | Moana Pasifika                       | 2025               |
| Centre           | Kyle Brown         | 03/08/2002 | Nouvelle-Zélande | -             | Manawatu                             | 2025               |
|                  | Gabe Casey         | 15/06/1999 | Canada           | 3 (0)         | Free Jacks de la Nouvelle-Angleterre | 2025               |
|                  | Spencer Jones      | 17/07/1997 | Canada           | 1 (0)         | Free Jacks de la Nouvelle-Angleterre | 2024               |
|                  | Paul Lasike        | 18/06/1990 | États-Unis       | 22 (30)       | London Scottish FC                   | 2022               |
|                  | Tomasi Tonga       | 07/07/1998 | États-Unis       | -             | Formé au club                        | 2022               |
| Ailier           | Joe Mano           | 02/07/1995 | États-Unis       | 2 (0)         | Tulsa RFC                            | 2021               |
|                  | Nic Benn           | 28/04/2001 | Canada           | 6 (0)         | Jackals de Dallas                    | 2025               |
|                  | Tielu Sagala       | 23/05/2001 | États-Unis       | -             | Formé au club                        | 2025               |
| Arrière          | Sione Mahe         | 21/01/2000 | États-Unis       | -             | Formé au club                        | 2023               |
|                  | Jordan Trainor     | 31/01/1996 | Nouvelle-Zélande | -             | Northland                            | 2025               |